# Seebach (Bas-Rhin)
Seebach település Franciaországban, Bas-Rhin megyében. Lakosainak száma 1620 fő (2022. január 1.). Seebach Aschbach, Hunspach, Ingolsheim, Riedseltz, Schleithal, Siegen, Trimbach és Wissembourg községekkel határos.

## Népesség
A település népessége az elmúlt években az alábbi módon változott:
| Lakosok száma | 1707 | 1686 | 1713 | 1672 | 1689 | 1699 | 1673 | 1646 | 1620 |
|               | 2013 | 2015 | 2016 | 2017 | 2018 | 2019 | 2020 | 2021 | 2022 |

## Faház keretes házak Seebachban

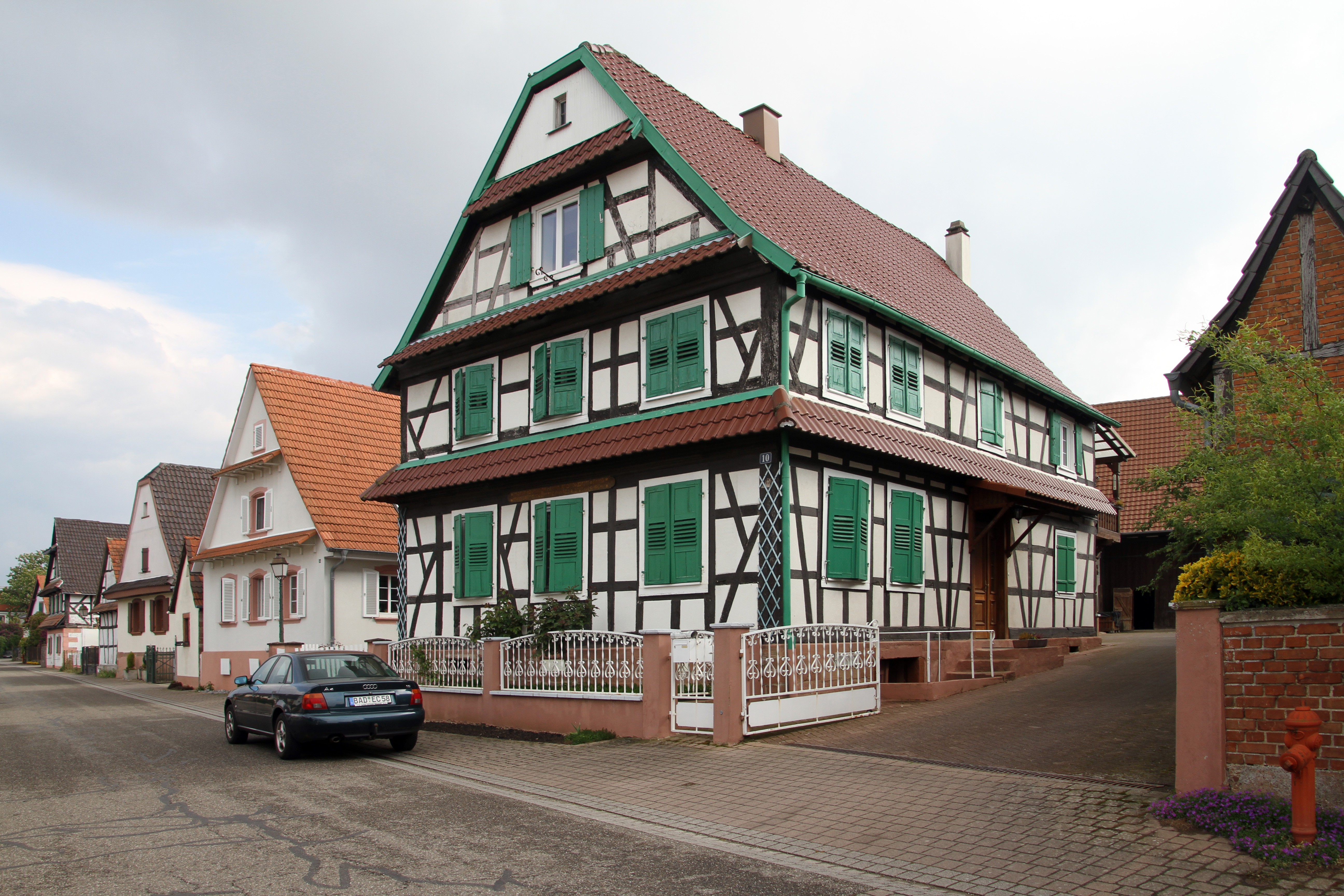
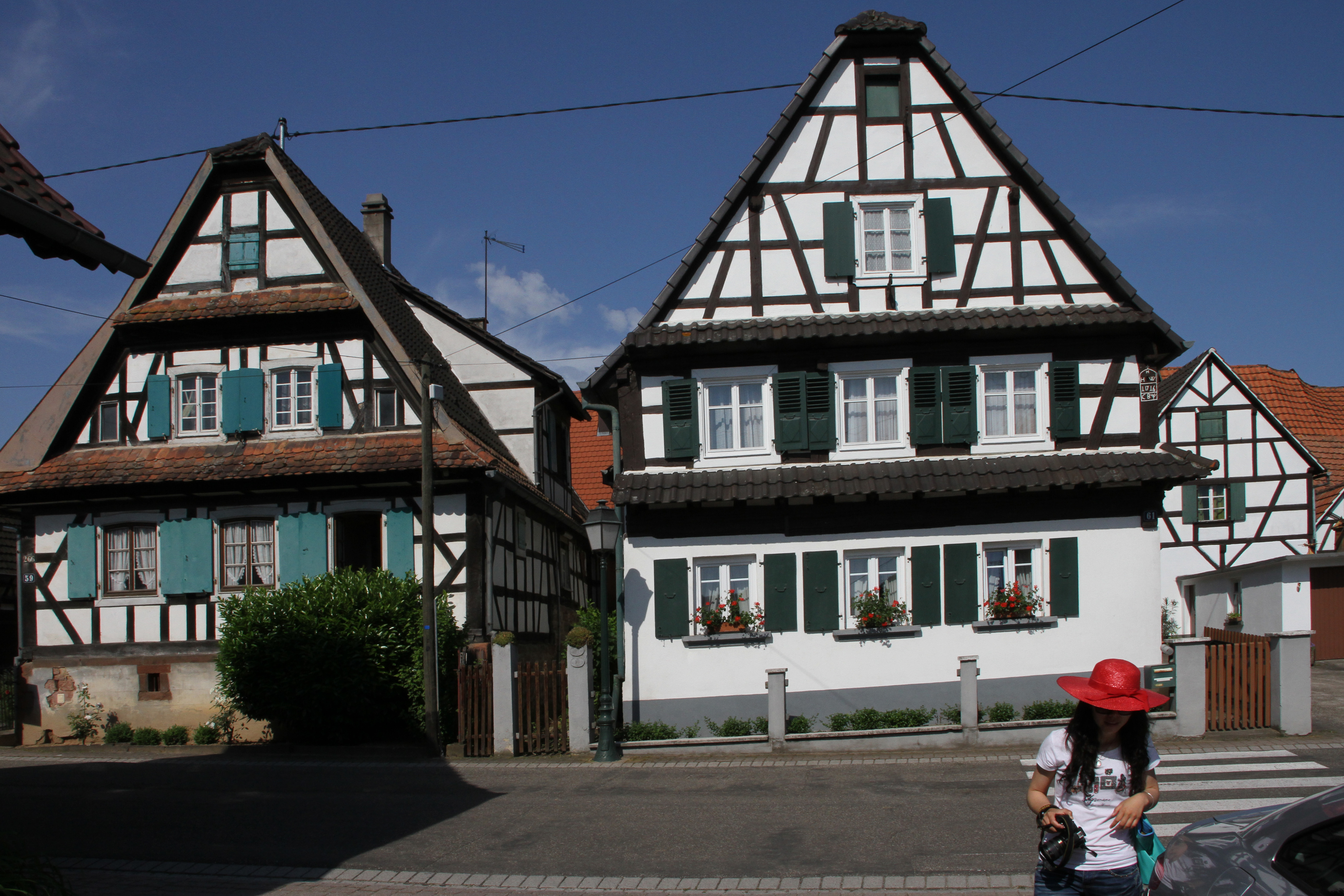
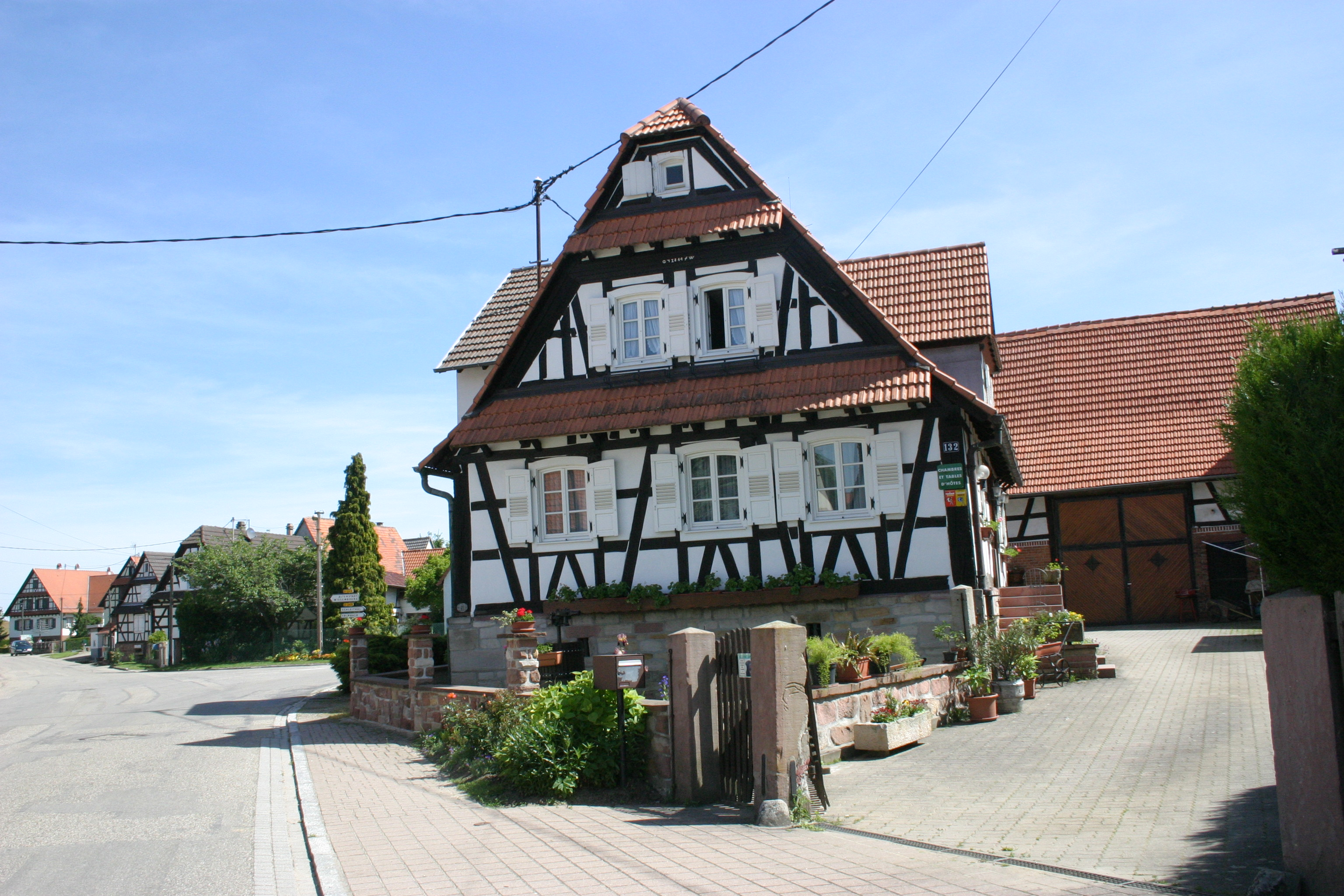
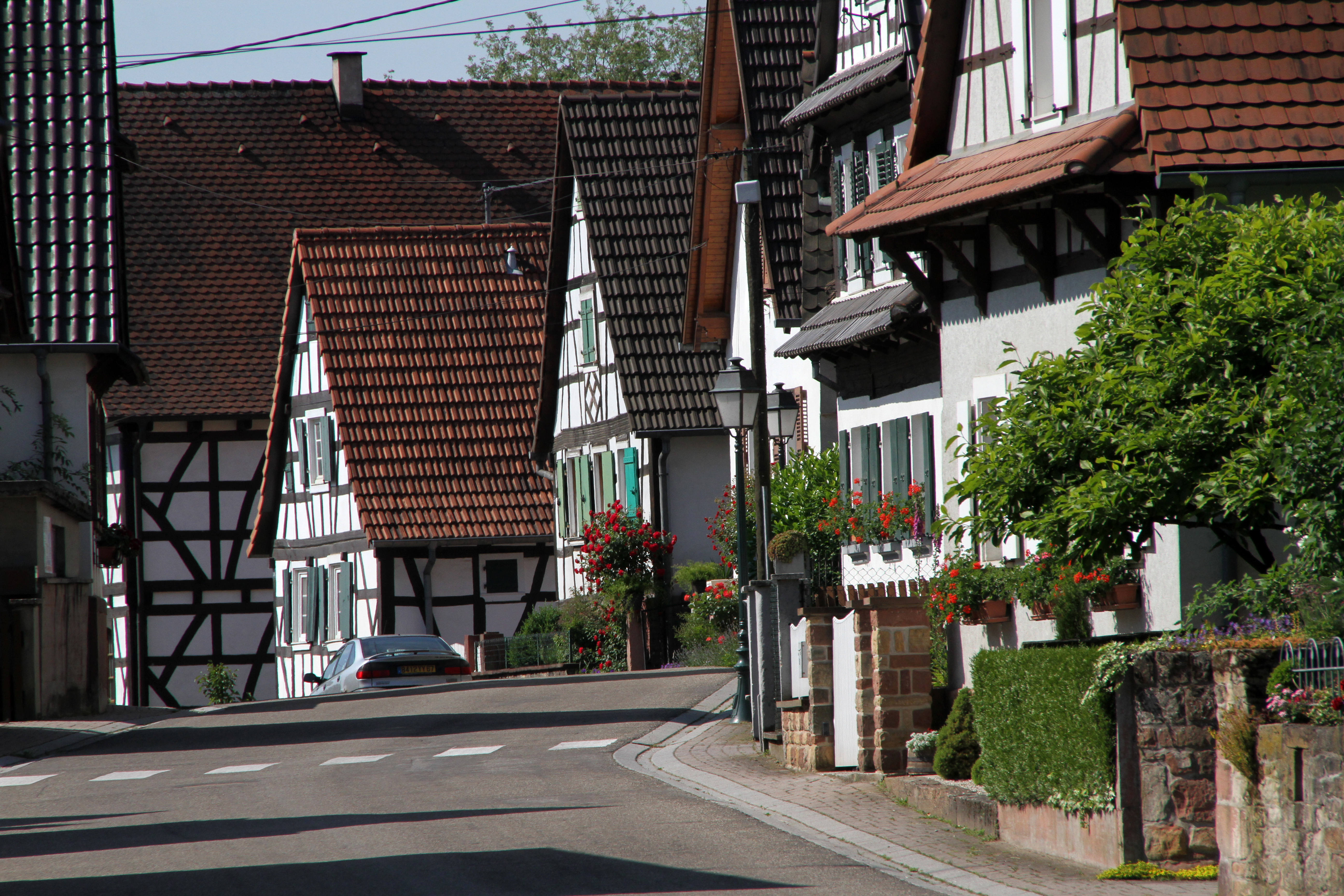